# Кузяева, Анна Владимировна
Анна Владимировна Кузяева (Комарова) (род. 18 апреля 1989, Красноярск) — российская самбистка, бронзовый призёр первенств России среди юниоров и молодёжи, бронзовый призёр чемпионата России 2011 года, бронзовый призёр розыгрышей Кубка России 2010, 2011 и 2017 годов. Выступала в полулёгкой весовой категории (до 52 кг).
15 октября 2009 года ей было присвоено звание мастер спорта России.
Тренировалась под руководством В. С. Кожемякина. Выпускница Нижегородского государственного педагогического университета имени Козьмы Минина 2011 года. Работает тренером по фитнесу в клубе «Surf Fitness» (Кстово).

## Спортивные результаты
- Первенство России по самбо среди юниорок 2009 — [3];
- Кубок России по самбо 2010 — [4];
- Кубок России по самбо 2011 — ;
- Чемпионат России по самбо среди женщин 2011 — ;
- Первенство России по самбо среди молодёжи 2012 — [5];
- Кубок России по самбо 2017 — ;